# The Singles Collection (album Britney Spears)
The Singles Collection – druga składanka największych hitów amerykańskiej piosenkarki pop Britney Spears. Została wydana 24 listopada 2009 w dwóch wersjach: standardowej i box secie zawierającym wszystkie 30 singli artystki.

## Produkcja
W lipcu 2009, Spears ogłosiła w serwisie Twitter, że nagrywa nowy materiał i że wchodzi do studia razem ze szwedzkim producentem/autorem utworów Maxem Martinem, który wyprodukował jej nowy singel "3".

## Edycje

### Standardowa
Standardowa edycja zawiera 17 spośród ulubionych singli Spears, a także premierowy utwór "3", wszystko na jednym dysku.

### Specjalny box set
23 listopada wydany został również specjalny box set, Deluxe Edition, zawierający 29 dotychczasowych singli Spears i premierowy "3". Każdy singel jest dostępny w oryginalnym wydaniu, wraz z okładką, remiksami i stronami B. Oprócz singli w boxie znalazł się dysk DVD z wszystkimi teledyskami artystki uszeregowanymi chronologicznie oraz 30-stronicowa książeczka.

## Lista utworów

### Edycja standardowa
Ameryka Północna i Europa:
| #   | Tytuł                                                  | Album                   | Czas |
| --- | ------------------------------------------------------ | ----------------------- | ---- |
| 1.  | "3"                                                    | The Singles Collection  | 3:33 |
| 2.  | "...Baby One More Time"                                | ...Baby One More Time   | 3:30 |
| 3.  | "(You Drive Me) Crazy" (The Stop! Remix)               | ...Baby One More Time   | 3:16 |
| 4.  | "Born to Make You Happy"                               | ...Baby One More Time   | 4:03 |
| 5.  | "Oops!... I Did It Again"                              | Oops!... I Did It Again | 3:30 |
| 6.  | "Stronger"                                             | Oops!... I Did It Again | 3:21 |
| 7.  | "I'm a Slave 4 U"                                      | Britney                 | 3:23 |
| 8.  | "Boys" (The Co-Ed Remix) (featuring Pharrell Williams) | Britney                 | 3:45 |
| 9.  | "Me Against the Music" (featuring Madonna)             | In the Zone             | 3:43 |
| 10. | "Toxic"                                                | In the Zone             | 3:21 |
| 11. | "Everytime"                                            | In the Zone             | 3:53 |
| 12. | "Gimme More"                                           | Blackout                | 4:11 |
| 13. | "Piece of Me"                                          | Blackout                | 3:32 |
| 14. | "Womanizer"                                            | Circus                  | 3:43 |
| 15. | "Circus"                                               | Circus                  | 3:12 |
| 16. | "If U Seek Amy"                                        | Circus                  | 3:37 |
| 17. | "Radar"                                                | Circus / Blackout       | 3:49 |
| 18. | "I'm Not a Girl, Not Yet a Woman" (tylko UK)           | Britney                 | 3:51 |

## Single
- "3" został wydany jako główny singel promujący składankę 29 września 2009 w radiu. Utwór zadebiutował na #1 miejscu na amerykańskiej liście przebojów U.S. Billboard Hot 100 stając się trzecim numerem jeden piosenkarki na liście. Piosenka ponadto zadebiutowała na #2 na światowym notowaniu United World Chart. 25 grudnia 2009 sprzedaż singla przekroczyła 2 mln egzemplarzy dzięki czemu "3" osiągnął status platyny.

## Sprzedaż
| Brazylia                 | Brazilian Albums Chart               | 4  | 30.000+  | Złota Płyta |
| Meksyk                   | Mexican Top 100 Albums Chart         | 15 | 35.000+  | Złota Płyta |
| Stany Zjednoczone        | U.S. Billboard 200                   | 22 | 83.000+  |             |
| Japonia                  | Japan Oricon International Album Cha | 8  | 55.000+  |             |
| Wielka Brytania          | UK Top Albums                        | 38 | 15.000+  |             |
| Notowania Międzynarodowe |                                      |    |          |             |
| Świat                    | United World Chart                   | 33 | 275.000+ |             |

## Historia wydania
| Miejsce                    | Data              |
| -------------------------- | ----------------- |
| Australia / Europa         | 20 listopada 2009 |
| Wielka Brytania / Irlandia | 23 listopada 2009 |
| Ameryka Północna           | 24 listopada 2009 |
| Japonia                    | 25 listopada 2009 |
| Filipiny                   | 28 listopada 2009 |